# راندي إدموندز
راندي إدموندز (بالإنجليزية: Randy Edmunds)‏ هو لاعب كرة قدم أمريكية أمريكي، ولد في 24 يونيو 1946 في واشنطن في الولايات المتحدة.

## وصلات خارجية
- راندي إدموندز على موقع مرجع كرة القدم المحترفة.كوم (الإنجليزية)